# The Tom-Boy
The Tom-Boy è un cortometraggio muto del 1909 diretto da Sidney Olcott.

## Trama
Trama in (EN)  di Moving Picture World  su IMDb

## Produzione
Il film fu prodotto dalla Kalem Company.

## Distribuzione
Distribuito dalla Kalem Company, il film - un cortometraggio di 210 metri (split reel) - uscì nelle sale cinematografiche USA il 23 luglio 1909. Nelle proiezioni, veniva programmato con il sistema dello split reel, accorpato in un'unica bobina con un altro cortometraggio prodotto dalla Kalem, Tickle Mary.